# 大韓民国の在外公館の一覧

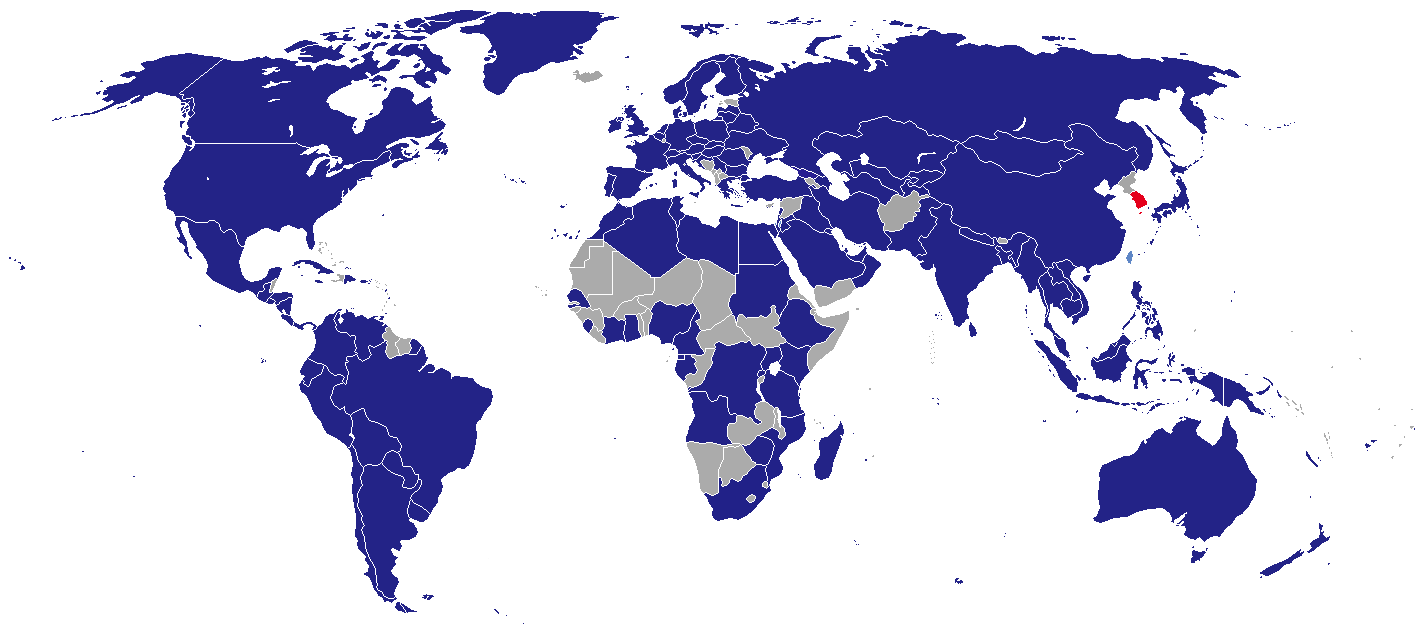
大韓民国の在外公館が設置されている国

大韓民国の在外公館の一覧では、大韓民国（韓国）が派遣している外交使節団（大使館、総領事館、政府代表部等）を挙げる（名誉総領事館を除く）。1980年代末からは、盧泰愚政権下の北方政策のもと、ハンガリー人民共和国をはじめとするソビエト圏や東ヨーロッパやアジアの諸社会主義国にも大使館を開設した。
1990年代後半のアジア通貨危機により、韓国は外交ネットワークの再編合理化を迫られることとなった。

## アジア
- アゼルバイジャン
  - 在アゼルバイジャン大使館（バクー）
- アフガニスタン
  - 在アフガニスタン大使館（カーブル）
- アラブ首長国連邦
  - 在アラブ首長国連邦大使館（アブダビ）
  - 在ドバイ総領事館（ドバイ）
- イエメン
  - 在イエメン大使館（サナア）
- イスラエル
  - 在イスラエル大使館（テルアビブ）
- イラク
  - 在イラク大使館（バグダード）
- イラン
  - 在イラン大使館（テヘラン）
- インド
  - 在インド大使館（ニューデリー）
  - 在ムンバイ総領事館（ムンバイ）
  - 在チェンナイ総領事館（チェンナイ）
- インドネシア
  - 在インドネシア大使館（ジャカルタ）
- ウズベキスタン
  - 在ウズベキスタン大使館（タシケント）
- オマーン
  - 在オマーン大使館（マスカット）
- カタール
  - 在カタール大使館（ドーハ）
- カンボジア
  - 在カンボジア大使館（プノンペン）
- カザフスタン
  - 在カザフスタン大使館（アスタナ）
  - 在アルマトイ総領事館（アルマトイ）
- キルギス
  - 在キルギスタン大使館（ビシュケク）
- クウェート
  - 在クウェート大使館（クウェート市）
- サウジアラビア
  - 在サウジアラビア大使館（リヤド）
  - 在ジッダ総領事館（ジッダ）
- シンガポール
  - 在シンガポール大使館（シンガポール）
- スリランカ
  - 在スリランカ大使館（コロンボ）
- タイ
  - 在タイ大使館（バンコク）
- 台湾
  - 在台北代表部（台北）
- 中華人民共和国
  - 在中華人民共和国大使館（北京）
  - 在成都総領事館（成都）
  - 在広州総領事館（広州）
  - 在上海総領事館（上海）
  - 在青島総領事館（青島）
  - 在香港総領事館（香港）
  - 在瀋陽総領事館（瀋陽）
  - 在西安総領事館（西安）
  - 在武漢総領事館（武漢）
- トルクメニスタン
  - 在トルクメニスタン大使館（アシガバート）
- トルコ
  - 在トルコ大使館（アンカラ）
  - 在イスタンブール総領事館（イスタンブール）
- 日本
  - 在日本国大使館（東京）
  - 在札幌総領事館（札幌）
  - 在仙台総領事館（仙台）
  - 在新潟総領事館（新潟）
  - 在横浜総領事館（横浜）
  - 在名古屋総領事館（名古屋）
  - 在大阪総領事館（大阪）
  - 在神戸総領事館（神戸）
  - 在広島総領事館（広島）
  - 在福岡総領事館（福岡）
  - 在鹿児島名誉総領事館（日置）
- ネパール
  - 在ネパール大使館（カトマンドゥ）
- パキスタン
  - 在パキスタン大使館（イスラマバード）
- パレスチナ
  - 在パレスチナ代表事務所（ラマッラ）
- バングラデシュ
  - 在バングラデシュ大使館（ダッカ）
- 東ティモール
  - 在東ティモール大使館（ディリ）
- フィリピン
  - 在フィリピン大使館（マニラ）
- ブルネイ
  - 在ブルネイ大使館（バンダルスリブガワン）
- ベトナム
  - 在ベトナム大使館（ハノイ）
  - 在ホーチミン総領事館（ホーチミン市）
- マレーシア
  - 在マレーシア大使館（クアラルンプール）
- ミャンマー
  - 在ミャンマー大使館（ヤンゴン）
- モンゴル
  - 在モンゴル大使館（ウランバートル）
- ヨルダン
  - 在ヨルダン大使館（アンマン）
- ラオス
  - 在ラオス大使館（ヴィエンチャン）
- レバノン
  - 在レバノン大使館（ベイルート）

## ヨーロッパ
- アイルランド
  - 在アイルランド大使館（ダブリン）
- イタリア
  - 在イタリア大使館（ローマ）
  - 在ミラノ総領事館（ミラノ）
- ウクライナ
  - 在ウクライナ大使館（キエフ）
- イギリス
  - 在英国大使館（ロンドン）
- オーストリア
  - 在オーストリア大使館（ウィーン）
- オランダ
  - 在オランダ大使館（ハーグ）
- ギリシャ
  - 在ギリシャ大使館（アテネ）
- クロアチア
  - 在クロアチア大使館（ザグレブ）
- スイス
  - 在スイス大使館（ベルン）
- スウェーデン
  - 在スウェーデン大使館（ストックホルム）
- スペイン
  - 在スペイン大使館（マドリッド）
- スロバキア
  - 在スロバキア大使館（ブラチスラバ）
- セルビア
  - 在セルビア大使館（ベオグラード）
- チェコ
  - 在チェコ大使館（プラハ）
- デンマーク
  - 在デンマーク大使館（コペンハーゲン）
- ドイツ
  - 在ドイツ大使館（ベルリン）
  - 在フランクフルト総領事館（フランクフルト）
  - 在ハンブルク総領事館（ハンブルク）
- ノルウェー
  - 在ノルウェー大使館（オスロ）
- バチカン
  - 在バチカン大使館（バチカン）
- ハンガリー
  - 在ハンガリー大使館（ブダペスト）
- フィンランド
  - 在フィンランド大使館（ヘルシンキ）
- フランス
  - 在フランス大使館（パリ）
- ブルガリア
  - 在ブルガリア大使館（ソフィア）
- ベラルーシ
  - 在ベラルーシ大使館（ミンスク）
- ベルギー
  - 在ベルギー大使館（ブリュッセル）
- ポーランド
  - 在ポーランド大使館（ワルシャワ）
- ポルトガル
  - 在ポルトガル大使館（リスボン）
- ルーマニア
  - 在ルーマニア大使館（ブカレスト）
- ロシア
  - 在ロシア大使館（モスクワ）
  - 在サンクトペテルブルク総領事館（サンクトペテルブルク）
  - 在イルクーツク総領事館（イルクーツク）
  - 在ウラジオストク総領事館（ウラジオストク）

## 北米
- アメリカ合衆国
  - 在アメリカ合衆国大使館（ワシントンD.C.）
  - 在アトランタ総領事館（アトランタ）
  - 在ボストン総領事館（ボストン）
  - 在サンフランシスコ総領事館（サンフランシスコ）
  - 在シカゴ総領事館（シカゴ）
  - 在ロサンゼルス総領事館（ロサンゼルス）
  - 在シアトル総領事館（シアトル）
  - 在ニューヨーク総領事館（ニューヨーク）
  - 在ヒューストン総領事館（ヒューストン）
  - 在ホノルル総領事館（ホノルル）
- エルサルバドル
  - 在エルサルバドル大使館（サンサルバドル）
- カナダ
  - 在カナダ大使館（オタワ）
  - 在バンクーバー総領事館（バンクーバー）
  - 在トロント総領事館（トロント）
  - 在モントリオール総領事館（モントリオール）
- グアテマラ
  - 在グアテマラ大使館（グアテマラシティ）
- コスタリカ
  - 在コスタリカ使館（サンホセ）
- ドミニカ共和国
  - 在ドミニカ共和国大使館（サントドミンゴ）
- トリニダード・トバゴ
  - 在トリニダード・トバゴ大使館（ポートオブスペイン）
- ニカラグア
  - 在ニカラグア大使館（マナグア）
- パナマ
  - 在パナマ大使館（パナマ市）
- ホンジュラス
  - 在ホンジュラス大使館（テグシガルパ）
- メキシコ
  - 在メキシコ大使館（メキシコシティ）

## 南米
- アルゼンチン
  - 在アルゼンチン大使館（ブエノスアイレス）
- ウルグアイ
  - 在ウルグアイ大使館（モンテビデオ）
- エクアドル
  - 在エクアドル大使館（キト）
- コロンビア
  - 在コロンビア大使館（ボゴタ）
- チリ
  - 在チリ大使館（サンティアゴ・デ・チレ）
- パラグアイ
  - 在パラグアイ大使館（アスンシオン）
- ブラジル
  - 在ブラジル大使館（ブラジリア）
  - 在サンパウロ総領事館（サンパウロ）
- ベネズエラ
  - 在ベネズエラ大使館（カラカス）
- ペルー
  - 在ペルー大使館（リマ）
- ボリビア
  - 在ボリビア大使館（ラパス）

## アフリカ
- アルジェリア
  - 在アルジェリア大使館（アルジェ）
- アンゴラ
  - 在アンゴラ大使館（ルアンダ）
- エジプト
  - 在エジプト大使館（カイロ）
- エチオピア
  - 在エチオピア大使館（アディスアベバ）
- ガーナ
  - 在ガーナ大使館（アクラ）
- ガボン
  - 在ガボン大使館（リーブルヴィル）
- カメルーン
  - 在カメルーン大使館（ヤウンデ）
- ケニア
  - 在ケニア大使館（ナイロビ）
- コートジボワール
  - 在コートジボワール大使館（アビジャン）
- コンゴ民主共和国
  - 在コンゴ民主共和国大使館（キンシャサ）
- ジンバブエ
  - 在ジンバブエ大使館（ハラレ）
- スーダン
  - 在スーダン大使館（ハルツーム）
- セネガル
  - 在セネガル大使館（ダカール）
- タンザニア
  - 在タンザニア大使館（ダルエスサラーム）
- チュニジア
  - 在チュニジア大使館（チュニス）
- ナイジェリア
  - 在ナイジェリア大使館（アブジャ）
- マダガスカル
  - 在マダガスカル大使館（アンタナナリボ）
- 南アフリカ共和国
  - 在南アフリカ共和国大使館（プレトリア）
- モロッコ
  - 在モロッコ大使館（ラバト）
- リビア
  - 在リビア大使館（トリポリ）

## オセアニア
- オーストラリア
  - 在オーストラリア大使館（キャンベラ）
  - 在シドニー総領事館（シドニー）
- フィジー
  - 在フィジー大使館（スバ）
- ニュージーランド
  - 在ニュージーランド大使館（ウェリントン）
- パプアニューギニア
  - 在パプアニューギニア大使館（ポートモレスビー）

## 国際機関代表部
- 国際連合代表部（ニューヨーク）
- 欧州連合代表部（ブリュッセル）
- 経済協力開発機構代表部（パリ）
- 国際連合教育科学文化機関代表部（パリ）
- 国際民間航空機関代表部（モントリオール）
- ジュネーブ国連事務局及び国際機関代表部（ジュネーヴ）
- ハーグ国際機関代表部（ハーグ）
- ウィーン国際機関代表部（ウィーン）